# Liste des maires d'Aurillac
La liste des maires d'Aurillac présente la liste des maires de la commune française d'Aurillac, située dans le département du Cantal en région Auvergne-Rhône-Alpes.

## L'Hôtel de ville

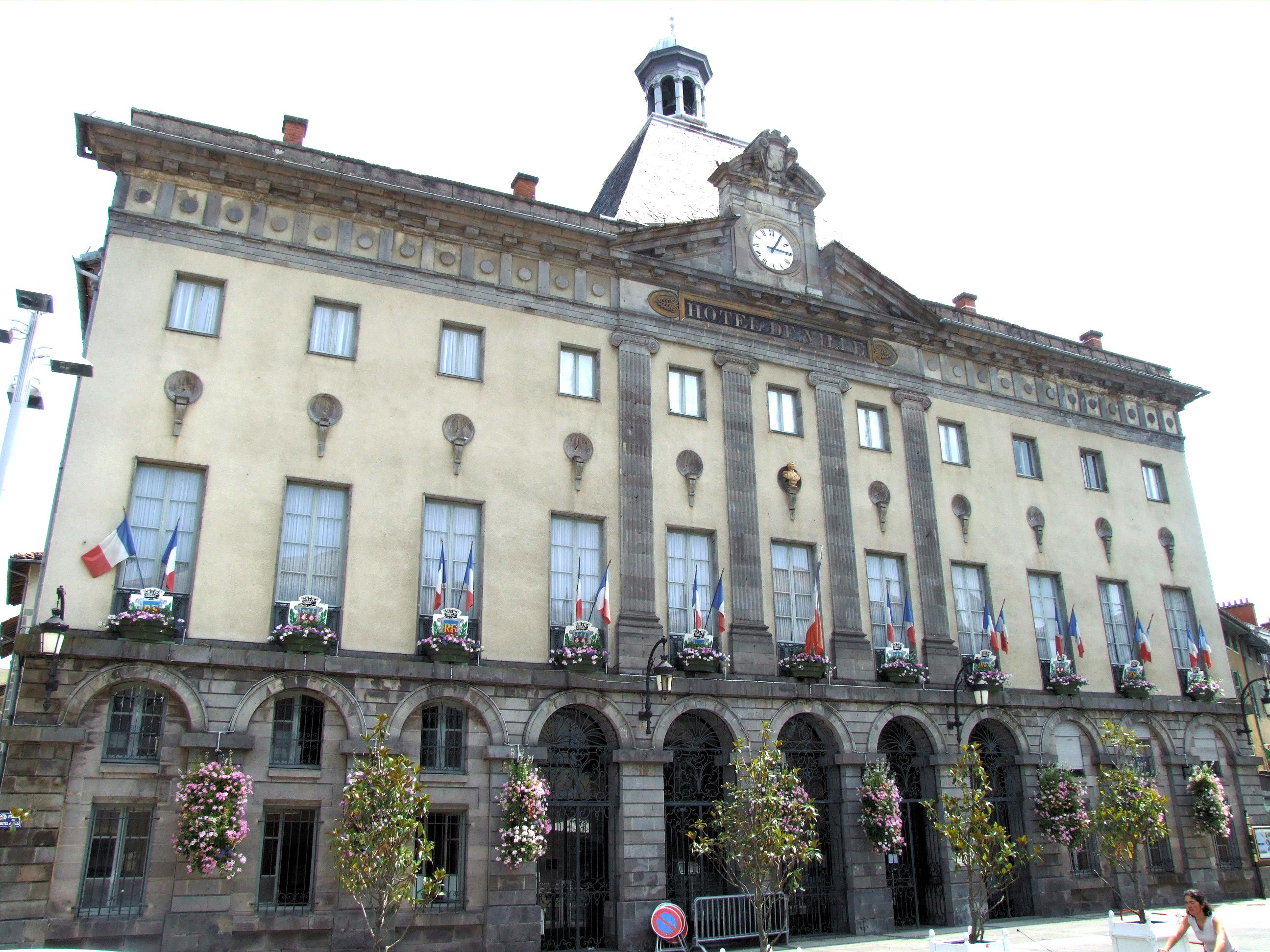
L'hôtel de ville en 2005.
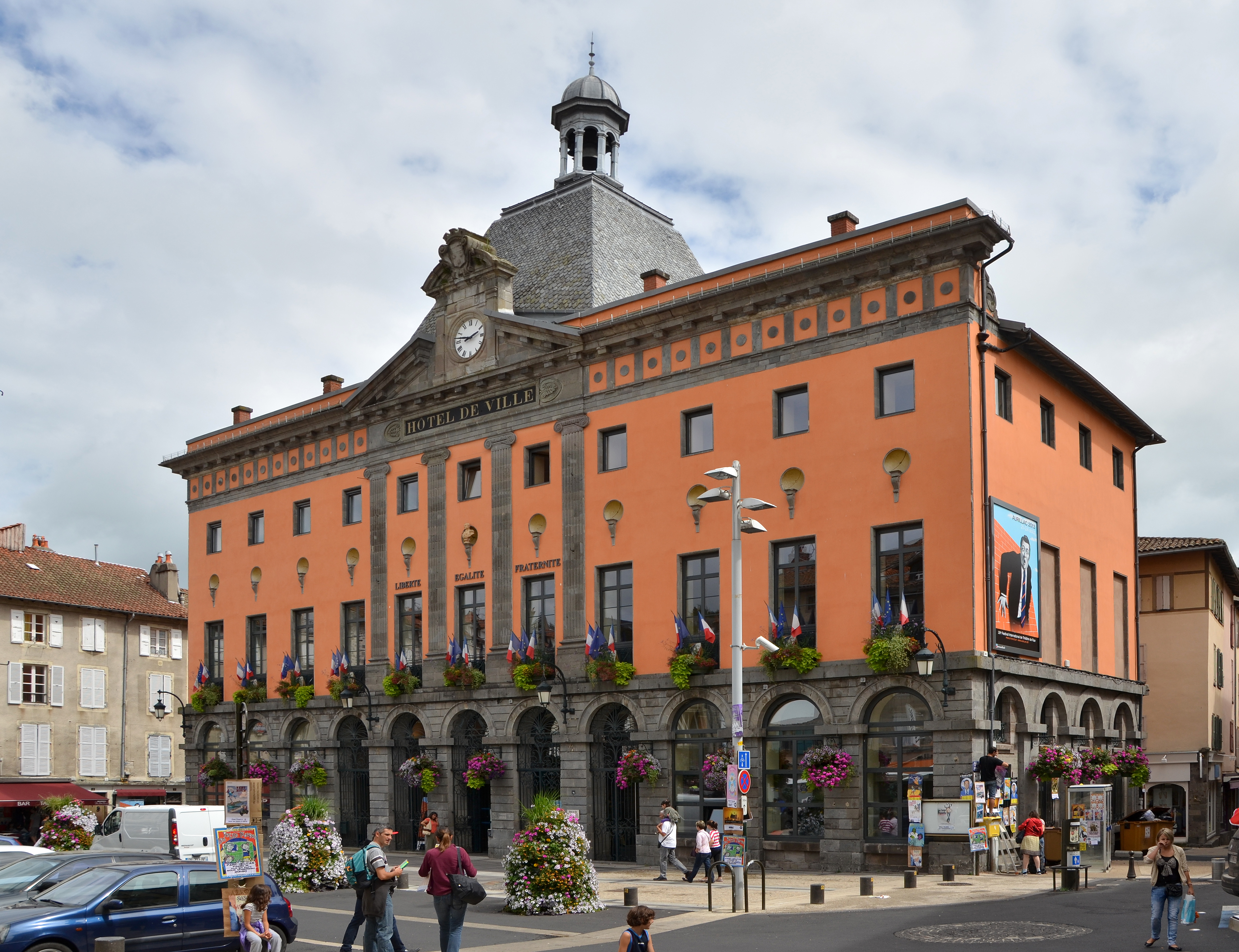
L'hôtel de ville en 2013.

## Liste des maires
| Nom                                      | Nom                                                  | Début           | Fin              | Parti              | Notes |
| ---------------------------------------- | ---------------------------------------------------- | --------------- | ---------------- | ------------------ | --- |
| Ancien régime                            |                                                      |                 |                  |                    | |
| Les données manquantes sont à compléter. |                                                      |                 |                  |                    | |
|                                          | Joseph-François Gourlat de Saint-Étienne (1728-1802) | 1769            | 1773             |                    | Avocat au présidial d'Aurillac Seigneur de Saint-Étienne-de-Capel |
| XVIIIe siècle                            |                                                      |                 |                  |                    | |
|                                          | Louis de Lorus                                       | 23 juillet 1789 | 1789             |                    | Capitaine de cavalerie |
|                                          | Joseph-François Gourlat de Saint-Étienne (1728-1802) | 1789            | 1794             |                    | |
|                                          | François Armand                                      | 1794            | 1798             |                    | Avocat Député à la Constituante puis à l'Assemblée des Cinq-Cents |
|                                          | Jean-Baptiste Coffinhal                              | 1798            | 1800             |                    | Baron, frère du révolutionnaire Jean-Baptiste Coffinhal |
| XIXe siècle                              |                                                      |                 |                  |                    | |
|                                          | Jean Abadie                                          | mai 1800        | 1813             |                    | Cordonnier, nommé par Bonaparte |
|                                          | Jean-Baptiste Perret                                 | 1813            | 1814             |                    | Homme de loi, baron d'Empire (1812) Député du Cantal (1791 → 1792) |
|                                          | Henri Delolm de Lalaubie (1756-1829)                 | décembre 1814   | février 1829     | Légitimiste        | Docteur en médecine, écrivain Nommé maire par ordonnance royale du 30 décembre 1814 |
|                                          | Jean-Hippolyte Esquirou de Parieu                    | février 1829    | 1833             | Républicain modéré | Avocat Conseiller d'arrondissement (1833 → 1848) Nommé maire par ordonnance royale du 19 février 1829 |
|                                          | Pierre Esquirou-Lavignac (1768-1843)                 | 1833            | 1840             |                    | Conseiller d'arrondissement (1833 → 1843) Maire nommé |
|                                          | Louis-Furcy Grognier                                 | novembre 1840   | 1847             | Républicain modéré | Juge, commande la statue de Gerbert d'Aurillac Président de la Société cantalienne Nommé maire par ordonnance royale du 8 novembre 1840 |
|                                          | Amédée Delzons                                       | mars 1848       | avril 1848       | Républicain modéré | Chartiste Député du Cantal (1848 → 1849) Maire intérimaire |
|                                          | Jean-Hippolyte Esquirou de Parieu                    | avril 1848      | 1871             | Républicain modéré | Vice-président du Conseil d'État Député du Cantal (1852 → 1869) |
|                                          | Émile Geneste (1812-1874)                            | 1871            | 1874             |                    | Notaire |
|                                          | Joseph Cabanes                                       | 1874            | 1887             | Républicain modéré | Avocat Sénateur du Cantal (1885 → 1891) Conseiller général de Laroquebrou (1868 → 1891) Maire élu, démissionnaire |
|                                          | Géraud Lusser                                        | 1887            | 1889             | Républicain        | Avoué Conseiller général d'Aurillac-Sud (1881 → 1895) Révoqué |
|                                          | Francis Fesq                                         | 1889            | 1911             | Rad.               | Médecin Député du Cantal (1911 → 1914) Conseiller général d'Aurillac-Sud (1895 → 1913) |
| XXe siècle                               |                                                      |                 |                  |                    | |
|                                          | François Volpilhac                                   | 1911            | 1919             | Rad.               | Professeur de philosophie Conseiller général d'Aurillac-Sud (1913 → 1919) Officier de l'Instruction publique |
|                                          | Louis Dauzier                                        | 1919            | 1935             | Rad.               | Négociant, maître-tailleur Sénateur du Cantal (1929 → 1940) Conseiller général d'Aurillac-Sud (1919 → 1940) |
|                                          | Jean Chanal (1883-1969)                              | 1935            | 1941             | Rad.-soc.          | Médecin Démissionnaire |
|                                          | Antony Joly                                          | 1941            | 1944             | Rad.-soc.          | Entrepreneur dans le textile Ancien adjoint au maire Conseiller départemental (1942 → 1945) Nommé par le Régime de Vichy |
|                                          | Jean Chanal (1883-1969)                              | 1944            | octobre 1947     | Rad.-soc.          | Médecin, ancien maire |
|                                          | Henri Tricot, (1896-1986)                            | octobre 1947    | mai 1953         | SFIO               | Chirurgien-dentiste, ancien résistant (Franc-Tireur puis MUR) Ancien vice-président du Comité départemental de Libération Conseiller général d'Aurillac-Sud (1945 → 1951) Père de Bernard Tricot                                                                          |
|                                          | Paul Piales                                          | mai 1953        | mars 1965        | Modéré             | Industriel Sénateur du Cantal (1948 → 1971) |
|                                          | Jacques Meyniel                                      | mars 1965       | 25 mars 1971     | SFIO puis PS       | Avocat Ancien député du Cantal (1946) |
|                                          | Jean Mézard                                          | 25 mars 1971    | 20 mars 1977     | CNI                | Médecin Sénateur du Cantal (1971 → 1980) Conseiller général d'Aurillac-Sud (1959 → 1973) Conseiller général d'Aurillac-I (1973 → 1976) Président du conseil général du Cantal (1968 → 1976)                                                                               |
|                                          | René Souchon                                         | 20 mars 1977    | 18 juin 1995     | PS                 | Directeur de centre d'information et d'orientation Ministre délégué à l'Agriculture et aux Forêts (1983 → 1986) Député du Cantal (1980 → 1983 et 1986 → 1988) Conseiller régional d'Auvergne (1980 → 2015) Conseiller général d'Aurillac-I (1976 → 1982 puis 1985 → 1998) |
|                                          | Yvon Bec                                             | 18 juin 1995    | 23 mars 2001     | MDC                | Ingénieur agronome Adjoint au maire chargé des finances (1977 → 1983) Premier adjoint (1983 → 1992) Conseiller général d'Aurillac-III (1982 → 1998) |
| XXIe siècle                              |                                                      |                 |                  |                    | |
|                                          | René Souchon                                         | 23 mars 2001    | 13 février 2006  | PS                 | Inspecteur général de l'Agriculture retraité Conseiller régional d'Auvergne (1980 → 2015) Président du conseil régional d'Auvergne (2006 → 2015) Démissionnaire à la suite de son élection comme président du conseil régional                                            |
|                                          | Alain Calmette                                       | 23 février 2006 | 1er janvier 2013 | PS                 | Inspecteur de la Jeunesse et des Sports Premier adjoint (2001 → 2006) Député du Cantal (1re circ.) (2012 → 2017) Conseiller général d'Aurillac-I (1998 → 2012) |
|                                          | Pierre Mathonier                                     | 10 janvier 2013 | En cours         | PS                 | Expert-comptable Conseiller départemental d'Aurillac-2 (2021 → ) Président de la CA du Bassin d'Aurillac (2020 → ) |
| Sources : Cantal Passion                 |                                                      |                 |                  |                    | |

## Conseil municipal actuel
Les 35 sièges composant le conseil municipal d'Aurillac ont été pourvus le 28 juin 2020 à l'issue du second tour. Actuellement, il est réparti comme suit : 

## Résultats des élections municipales

### Élection municipale de 2020
|                                                              |                          |                          |              |              |             |             |        |        |  |
| Tête de liste                                                | Tête de liste            | Liste                    | Premier tour | Premier tour | Second tour | Second tour | Sièges | Sièges |  |
| Tête de liste                                                | Tête de liste            | Liste                    | Voix         | %            | Voix        | %           | CM     | CC     |  |
|                                                              | Pierre Mathonier *       | PS-PCF-EELV-MoDem        | 3 461        | 48,01        | 4 691       | 59,24       | 28     | 22     |  |
| Unis pour Aurillac                                           |                          |                          | 3 461        | 48,01        | 4 691       | 59,24       | 28     | 22     |  |
|                                                              | Jean-Antoine Moins       | LR                       | 3 053        | 42,35        | 3 227       | 40,75       | 7      | 5      |  |
| Réinventons Aurillac (1er tour) Aurillac autrement (2d tour) |                          |                          | 3 053        | 42,35        | 3 227       | 40,75       | 7      | 5      |  |
|                                                              | Catherine Amalric        | MRSL-LREM                | 695          | 9,64         | 3 227       | 40,75       | 7      | 5      |  |
| Aurillac avec bon sens                                       |                          |                          | 695          | 9,64         | 3 227       | 40,75       | 7      | 5      |  |
|                                                              |                          |                          |              |              |             |             |        |        |  |
| Votes valides                                                | Votes valides            | Votes valides            | 7 209        | 95,47        | 7 918       | 96,13       |        |        |  |
| Votes blancs                                                 | Votes blancs             | Votes blancs             | 174          | 2,30         | 155         | 1,88        |        |        |  |
| Votes nuls                                                   | Votes nuls               | Votes nuls               | 168          | 2,22         | 164         | 1,99        |        |        |  |
| Total                                                        | Total                    | Total                    | 7 551        | 100          | 8 237       | 100         | 35     | 27     |  |
| Abstention                                                   | Abstention               | Abstention               | 8 947        | 54,23        | 8 264       | 50,08       |        |        |  |
| Inscrits / participation                                     | Inscrits / participation | Inscrits / participation | 16 498       | 45,77        | 16 501      | 49,92       |        |        |  |
| * Liste du maire sortant                                     |                          |                          |              |              |             |             |        |        |  |

### Élection municipale de 2014
|                          | Pierre Mathonier * | PS-PRG-PCF     | 5 412  | 51,05  | 27 | 22 |  |  |
| Aurillac pour tous       |                    |                | 5 412  | 51,05  | 27 | 22 |  |  |
|                          | Jean-Antoine Moins | UMP            | 4 294  | 40,50  | 7  | 6  |  |  |
| Pour vous, pour Aurillac |                    |                | 4 294  | 40,50  | 7  | 6  |  |  |
|                          | Stéphane Fréchou   | DVG            | 894    | 8,43   | 1  | 1  |  |  |
| Vivantes                 |                    |                | 894    | 8,43   | 1  | 1  |  |  |
|                          |                    |                |        |        |    |    |  |  |
| Inscrits                 | Inscrits           | Inscrits       | 17 467 | 100,00 |    |    |  |  |
| Abstentions              | Abstentions        | Abstentions    | 6 209  | 35,55  |    |    |  |  |
| Votants                  | Votants            | Votants        | 11 258 | 64,45  |    |    |  |  |
| Blancs et nuls           | Blancs et nuls     | Blancs et nuls | 658    | 5,84   |    |    |  |  |
| Exprimés                 | Exprimés           | Exprimés       | 10 600 | 94,16  |    |    |  |  |
| * Liste du maire sortant |                    |                |        |        |    |    |  |  |

### Élection municipale de 2008
| Tête de liste                         | Tête de liste        | Liste                  | Premier tour | Premier tour | Second tour | Second tour | Sièges  | Sièges |
| Tête de liste                         | Tête de liste        | Liste                  | Voix         | %            | Voix        | %           | CM      |        |
| ------------------------------------- | -------------------- | ---------------------- | ------------ | ------------ | ----------- | ----------- | ------- | ------ |
|                                       | Alain Calmette *     | PS-PCF-LV-PRG-MRC (UG) | 6 039        | 49,45        | 7 346       | 63,29       | 32      |        |
| Aurillac au coeur                     |                      |                        | 6 039        | 49,45        | 7 346       | 63,29       | 32      |        |
|                                       | Jean-François Collin | MoDem-UMP              | 3 139        | 25,70        | 4 260       | 36,71       | 7       |        |
| Aurillac 2008, le changement ensemble |                      |                        | 3 139        | 25,70        | 4 260       | 36,71       | 7       |        |
|                                       | Yvon Bec             | DVG                    | 3 035        | 24,85        | Retrait     | Retrait     | Retrait |        |
| Un avenir à Aurillac                  |                      |                        | 3 035        | 24,85        | Retrait     | Retrait     | Retrait |        |
|                                       |                      |                        |              |              |             |             |         |        |
| Inscrits                              | Inscrits             | Inscrits               | 19 149       | 100,00       | 19 010      | 100,00      |         |        |
| Abstentions                           | Abstentions          | Abstentions            | 6 526        | 34,08        | 6 890       | 36,24       |         |        |
| Votants                               | Votants              | Votants                | 12 623       | 65,92        | 12 120      | 63,76       |         |        |
| Blancs ou nuls                        | Blancs ou nuls       | Blancs ou nuls         | 410          | 3,25         | 514         | 4,24        |         |        |
| Exprimés                              | Exprimés             | Exprimés               | 12 213       | 96,75        | 11 606      | 95,76       |         |        |
| * Liste du maire sortant              |                      |                        |              |              |             |             |         |        |

### Élection municipale de 2001
| Tête de liste                     | Tête de liste  | Liste          | Premier tour | Premier tour | Second tour | Second tour | Sièges | Sièges |
| Tête de liste                     | Tête de liste  | Liste          | Voix         | %            | Voix        | %           | CM     |        |
| --------------------------------- | -------------- | -------------- | ------------ | ------------ | ----------- | ----------- | ------ | ------ |
|                                   | René Souchon   | PS-PRG-PCF     | 5 699        | 42,51        | 6 402       | 45,05       | 29     |        |
| Aurillac, ambitieuse et solidaire |                |                | 5 699        | 42,51        | 6 402       | 45,05       | 29     |        |
|                                   | Yvon Bec *     | MDC-LV         | 4 377        | 32,65        | 5 654       | 39,79       | 7      |        |
| Aurillac en mouvement             |                |                | 4 377        | 32,65        | 5 654       | 39,79       | 7      |        |
|                                   | Yves Coussain  | UDF-RPR        | 3 331        | 24,84        | 2 154       | 15,16       | 3      |        |
| 2001, tous pour Aurillac          |                |                | 3 331        | 24,84        | 2 154       | 15,16       | 3      |        |
|                                   |                |                |              |              |             |             |        |        |
| Inscrits                          | Inscrits       | Inscrits       | 19 841       | 100,00       | 19 849      | 100,00      |        |        |
| Abstentions                       | Abstentions    | Abstentions    | 5 783        | 29,15        | 5 244       | 26,42       |        |        |
| Votants                           | Votants        | Votants        | 14 058       | 70,85        | 14 605      | 73,58       |        |        |
| Blancs ou nuls                    | Blancs ou nuls | Blancs ou nuls | 651          | 4,63         | 395         | 2,70        |        |        |
| Exprimés                          | Exprimés       | Exprimés       | 13 407       | 95,37        | 14 210      | 97,30       |        |        |
| * Liste du maire sortant          |                |                |              |              |             |             |        |        |

### Élection municipale de 1995
| Tête de liste                    | Tête de liste  | Liste               | Premier tour | Premier tour | Second tour | Second tour | Sièges  | Sièges |
| Tête de liste                    | Tête de liste  | Liste               | Voix         | %            | Voix        | %           | CM      |        |
| -------------------------------- | -------------- | ------------------- | ------------ | ------------ | ----------- | ----------- | ------- | ------ |
|                                  | René Souchon * | PS-Radical-PCF (UG) | 5 877        | 41,46        | 6 648       | 46,53       | 9       |        |
| Ensemble, citoyens et solidaires |                |                     | 5 877        | 41,46        | 6 648       | 46,53       | 9       |        |
|                                  | Yvon Bec       | DVG (DP)            | 4 308        | 30,39        | 7 641       | 53,47       | 30      |        |
| Unis pour agir                   |                |                     | 4 308        | 30,39        | 7 641       | 53,47       | 30      |        |
|                                  | Michel Jiolat  | RPR-UDF (UD)        | 3 991        | 28,15        | Retrait     | Retrait     | Retrait |        |
|                                  |                |                     |              |              |             |             |         |        |
| Inscrits                         | Inscrits       | Inscrits            | 20 414       | 100,00       | 20 414      | 100,00      |         |        |
| Abstentions                      | Abstentions    | Abstentions         | 5 842        | 28,62        | 5 397       | 26,44       |         |        |
| Votants                          | Votants        | Votants             | 14 572       | 71,38        | 15 017      | 73,56       |         |        |
| Blancs ou nuls                   | Blancs ou nuls | Blancs ou nuls      | 396          | 2,79         | 728         | 4,85        |         |        |
| Exprimés                         | Exprimés       | Exprimés            | 14 176       | 97,21        | 14 289      | 95,15       |         |        |
| * Liste du maire sortant         |                |                     |              |              |             |             |         |        |

### Élection municipale de 1989
|                          | René Souchon * | PS-MRG (Maj.prés.) | 7 368  | 52,79  | 31 |  |  |  |
| Aurillac passionnément   |                |                    | 7 368  | 52,79  | 31 |  |  |  |
|                          | Georges Brandt | RPR-UDF (UD)       | 5 356  | 38,38  | 7  |  |  |  |
| Aurillac d'abord         |                |                    | 5 356  | 38,38  | 7  |  |  |  |
|                          | Alain Cousin   | PCF                | 1 231  | 8,82   | 1  |  |  |  |
| Aurillac ensemble        |                |                    | 1 231  | 8,82   | 1  |  |  |  |
|                          |                |                    |        |        |    |  |  |  |
| Inscrits                 | Inscrits       | Inscrits           | 19 316 | 100,00 |    |  |  |  |
| Abstentions              | Abstentions    | Abstentions        | 4 879  | 25,25  |    |  |  |  |
| Votants                  | Votants        | Votants            | 14 437 | 74,75  |    |  |  |  |
| Blancs ou nuls           | Blancs ou nuls | Blancs ou nuls     | 482    | 3,34   |    |  |  |  |
| Exprimés                 | Exprimés       | Exprimés           | 13 955 | 96,66  |    |  |  |  |
| * Liste du maire sortant |                |                    |        |        |    |  |  |  |

### Élection municipale de 1983
|                          | René Souchon * | PS-PCF-MRG (UG)   | 8 745  | 57,72  | 31 |  |  |  |
|                          | Jean Moins     | RPR-UDF (Un.opp.) | 6 404  | 42,28  | 8  |  |  |  |
|                          |                |                   |        |        |    |  |  |  |
| Inscrits                 | Inscrits       | Inscrits          | 18 445 | 100,00 |    |  |  |  |
| Abstentions              | Abstentions    | Abstentions       | 2 886  | 15,65  |    |  |  |  |
| Votants                  | Votants        | Votants           | 15 559 | 84,35  |    |  |  |  |
| Blancs ou nuls           | Blancs ou nuls | Blancs ou nuls    | 410    | 2,63   |    |  |  |  |
| Exprimés                 | Exprimés       | Exprimés          | 15 149 | 97,36  |    |  |  |  |
| * Liste du maire sortant |                |                   |        |        |    |  |  |  |

### Élection municipale de 1977
|                | René Souchon   | PS-PCF (UG)                | 6 707  | 51,18  | 31 |  |  |  |
|                | Jean Lagarde   | Rad.-RPR-RI-CDS-CNI (Maj.) | 6 397  | 48,81  | 0  |  |  |  |
|                |                |                            |        |        |    |  |  |  |
| Inscrits       | Inscrits       | Inscrits                   | 17 521 | 100,00 |    |  |  |  |
| Abstentions    | Abstentions    | Abstentions                | 3 758  | 21,45  |    |  |  |  |
| Votants        | Votants        | Votants                    | 13 763 | 78,55  |    |  |  |  |
| Blancs ou nuls | Blancs ou nuls | Blancs ou nuls             | 659    | 3,76   |    |  |  |  |
| Exprimés       | Exprimés       | Exprimés                   | 13 104 | 74,79  |    |  |  |  |